# Station Podolany
Station Podolany is een spoorwegstation in de Poolse plaats Podolany.